# 顧𥉑
顧㿥（1411年—1495年），字德明，南直隸蘇州府長洲縣人，民籍，明朝政治人物。

## 生平
宣德七年（1432年）壬子科應天鄉試舉人，正統元年（1436年）丙辰科三甲第二十七名進士。改庶吉士，四年授行人，擢授福建道監察御史，巡視山東長蘆鹽政，逾年巡按山東，久之，升福建按察司副使，俄为奸民诬奏，天順末年謫贛州府知府，居官五年，以年老乞归。弘治八年乙卯卒，年八十五。

## 家族
曾祖顧祐。祖父顧榮。父顧巽，永樂甲辰進士，称病不仕。母余氏，贈孺人。子顧餘慶，成化進士。